# روبن
روبن (بالنرويجية البوكمول: Ruben)‏ هو موسيقي ومغن مؤلف نرويجي، ولد في 1995 في Bjarkøy Municipality ‏ في النرويج.

## وصلات خارجية
- الموقع الرسمي
- روبن على موقع IMDb (الإنجليزية)
- روبن على موقع ميوزك برينز (الإنجليزية)
- روبن على موقع أول ميوزيك (الإنجليزية)
- روبن على موقع ديسكوغز (الإنجليزية)